# امگا خرس بزرگ
اُمِگا خرس بزرگ یک ستاره است که در صورت فلکی خرس بزرگ قرار دارد.